# Joseph-Marie-François de Lassone
Joseph-Marie-François Lassone, hay còn được gọi là Francis Lassone (hoặc Lassonne), sinh ra ở Carpentras (Vaucluse) ngày 03 tháng 7 năm 1717 và qua đời ngày 10 Tháng 12 năm 1788 tại Paris, là một bác sĩ người Pháp. Ông bác sĩ đầu tiên của Vua Louis XVI, ông cũng là một bác sĩ và vương hậu Maria của Ba Lan và Maria Antonia của Áo.

## Tiểu sử
Cha của ông, người đã phục vụ như một bác sĩ riêng của vua đã làm cho anh có một sự nghiệp làm nghiên cứu vững chắc dưới sự hướng dẫn của bác sĩ phẫu thuật nổi tiếng Morand tại bệnh viện Charite. Năm 21 tuổi, ông đã giành được giải thưởng của Viện Hàn lâm Phẫu thuật Quốc gia về công việc của mình về bệnh ung thư vú. Ông được một ghế tại Khoa Y học Paris và ông được nhận vào Viện Hàn lâm Khoa học ở tuổi 25 năm. Năm 1751 ông trở thành bác sĩ cho Nữ hoàng, sau đó sau khi gia nhập vào ngôi, của Maria Antonia của Áo và Louis XVI. Vào năm 1776 ông, cùng với Félix Vicq-d'Azyr, đã thành lập Royal Society of Medicine. Năm 1771, ông là người điều chế ra chất hoá học CO